# Tetracloroetilè
El  tetracloroetilè, tetracloroetí o percloretilè, és un líquid incolor, no inflamable, dens i amb una olor semblant a l'èter. Normalment usat com a dissolvent en neteja de tèxtils i metalls.

## Síntesi
Per cloració directa de compostos orgànics amb 1-3 àtoms de carboni a 600 - 800 °C i 0,2-1 MPa i destil·lació fraccionada dels productes obtinguts.

## Reactivitat
A partir dels 150 °C pot reaccionar amb l'oxigen de l'aire sota formació de fosgen.
Cl₂C=CCl₂ + O₂ → 2 Cl₂C=O
En contacte amb la humitat es descompon lentament formant vapors tòxics i corrosius (HCl, àcid tricloracètic, etc.).
Amb alguns metalls (metalls alcalins, alcalinoterris, alumini), pot reaccionar violentament.

## Toxicologia
El tetracloroetilè elimina la capa protectora de greix de la pell. A partir d'una concentració de 100 ppm es produeix irritació d'ulls, vies respiratòries, pell i mucositats. La inhalació pot provocar edema pulmonar. A més pot produir cefalea, nàusees, vertigen i estats narcòtics. Es poden produir danys irreversibles en el sistema nerviós central, fetge i ronyons.
Hi ha sospites que el tetracloroetilè sigui cancerigen. (Catalogat GRUP 2A, IARC, OMS) i es relacionat amb Malalties del sistema nerviós com el Parkinson ]
El tetracloroetilè és perillós per al medi ambient, especialment els aqüífers i la vida aquàtica.
En cas de vessament recollir amb una substància absorbent i processar el residu segons normativa.